# Lo Baier
Lo Baier és un paratge del terme municipal d'Abella de la Conca, a la comarca del Pallars Jussà.
Situat al nord-est de la vila d'Abella de la Conca, a la vall alta del riu d'Abella, és el coster que queda just al nord de la Masia Gurdem, a l'esquerra del barranc de Cal Palateres, a migdia de la Costa dels Arnes, i al sud-oest de les ruïnes de Casa Bernardí.

## Etimologia
Per evolució de lo Abeller, lloc on s'explotava la producció de la mel de les abelles. Just al nord seu hi ha la Costa dels Arnes, també testimoni d'aquesta producció de mel.